# Rovinari
Rovinari là một thị xã thuộc hạt Gorj, România. Dân số thời điểm năm 2002 là 12497 người.